# 源相職
源 相職（みなもと の すけもと）は、平安時代前期から中期にかけての貴族。文徳源氏、中納言・源当時の子。官位は従四位下・右大弁。

## 経歴
六位蔵人を経て、朱雀朝にて従五位下・右少弁に叙任された後、承平6年（936年）五位蔵人に任ぜられる。
天慶2年（939年）平将門の乱にて、武蔵武芝の兵に包囲された源経基が逃げ出して平安京に到着後、平将門・興世王・武芝の謀反を訴えた。この際、訴えの実否を確認するための太政大臣・藤原忠平による将門への御教書伝達の使者として、相職が派遣されている（このときの官職は右少弁）。
天慶3年（940年）従四位下・左少弁、天慶4年（941年）蔵人頭兼左中弁に叙任され、天慶5年（942年）右大弁に昇任するなど、朱雀朝後期に弁官を務めながら昇進した。天慶6年（943年）4月9日卒去。享年43。最終官位は右大弁従四位下。

## 官歴
- 時期不詳：六位蔵人[2]
- 時期不詳：従五位下。右少弁[2]
- 承平6年（936年） 正月8日：五位蔵人[2]
- 承平7年（937年） 9月9日：兼内蔵頭。日付不詳：見勘解由次官従五位上[3]
- 時期不詳：正五位下[3]
- 天慶3年（940年） 正月7日：従四位下[3]。12月6日：左少弁
- 天慶4年（941年） 3月15日：左中弁[3]兼蔵人頭[2]、内蔵頭如元[4]
- 天慶5年（942年） 3月29日：右大弁、内蔵頭如元
- 天慶6年（943年） 4月9日：卒去（右大弁従四位下）[1]

## 系譜
- 父：源当時
- 母：不詳
- 妻：源当平の娘
  - 男子：源惟正（929-980）
- 生母不明の子女
  - 男子：源惟繇
  - 男子：源惟長
  - 男子：源惟光